# David McCreery
David McCreery (Belfast, 1957. szeptember 16.  – ) északír válogatott labdarúgó, edző.

## Pályafutása

### Klubcsapatban
Belfastban született. Pályafutását 1974-ben a Manchester Unitedben kezdte, ahol öt évet töltött és 1977-ben megnyerte az FA-kupát, valamint a szuperkupát. 1979 és 1981 között a Queens Park Rangers játékosa volt. 1981-ben az Egyesült Államokba szerződött a Tulsa Roughnecks csapatához, ahol nagypályán és teremben is páláyra lépett. 1982-től 1989-ig a Newcastle United csapatát erősítette. 1989-ben kis ideig a svéd GIF Sundsvall játékosa volt. 1989 és 1991 között a skót Hearts együttesében játszott. Az 1991–92-es szezonban a Hartlepool Unitedben, 1992-ben a Coleraine-ben szerepelt. 1992 és 1994 között a Carlisle United játékosedője volt. Az 1994–95-ös csapatban a Hartlepool Unitedet irányította szintén játékosedzőként.

### A válogatottban
1976 és 1990 között 67 alkalommal szerepelt az északír válogatottban. Részt vett az 1982-es és az 1986-os világbajnokságon. Mindkét tornán alapembernek számított.

## Sikerei, díjai
Manchester United
- Angol kupagyőztes (1): 1976–77
- Angol szuperkupagyőztes (1): 1977